# Fontaine-les-Grès
Fontaine-les-Grès är en kommun i departementet Aube i regionen Grand Est (tidigare regionen Champagne-Ardenne) i nordöstra Frankrike. Kommunen ligger  i kantonen Méry-sur-Seine som ligger i arrondissementet Nogent-sur-Seine. År 2022 hade Fontaine-les-Grès 903 invånare.

## Befolkningsutveckling
Antalet invånare i kommunen Fontaine-les-Grès
Referens: INSEE